# 759 Vinifera
A 759 Vinifera (ideiglenes jelöléssel 1913 SJ) a Naprendszer kisbolygóövében található aszteroida. Franz Kaiser fedezte fel 1913. augusztus 26-án.